# 莱斯·威尔逊
莱斯·威尔逊（英語：Les Wilson，1952年2月14日—），新西兰前男子曲棍球运动员。他曾代表新西兰国家队参加1976年夏季奥林匹克运动会曲棍球比赛，获得一枚金牌。